# Julio Sanz Sanz
Julio Sanz Sanz (Tudela de Duero, 24 de enero de 1938) es un ex ciclista español, que ganó una etapa de la Vuelta a España en 1964.
Fue ciclista profesional entre 1962 y 1967. Desde 1962 aparece ligado al equipo Pinturas Ega, finalizando su etapa como ciclista en 1967 bajo las filas del antiguo equipo Ferrys. Destacaron sus actuaciones en la Vuelta ciclista a España, en la que consiguió una etapa en 1964, en esta mista vuelta también logró un tercer puesto en la etapa decimotercera. Otro de sus logros como ciclista, fue la victoria de una etapa en 1963 de la Vuelta a Valencia.

## Palmarés
1963
- 1 etapa de la Vuelta a Valencia

1964
- 1 etapa de la Vuelta a España